# SGR 0501+4516

## Стислі відомості
SGR 0501+4516 — це магнетар, який є м'яким гамма-ретранслятором (SGR). SGR 0501+4516 розташований приблизно за 15 000 світлових років від Землі та має магнітне поле, яке в 100 трильйонів разів сильніше за земне. Це рідкісний тип нейтронної зірки, яка утворюється внаслідок колапсу масивної зорі під час вибуху наднової. Після цього залишається надщільний об'єкт розміром із масою, відповідною масі Сонця. Усього в Чумацькому Шляху вченим відомо близько 30 магнетарів.
Магнетар примітний тим, що це перший SGR, відкритий після десяти років без виявлення йому подібних. Об'єкт рухається крізь галактику зі швидкістю понад 177 000 км/год.
Про його існування було повідомлено 22 серпня 2008 року супутником «Swift» НАСА, який повідомив про численні спалахи радіації від об'єкта. Виверження були детально вивчені за допомогою супутників «XMM-Newton» Європейського космічного агентства та Міжнародної лабораторії гамма-астрофізики (INTEGRAL). Об'єкт випадково спостерігався раніше у 1992 році за допомогою «ROSAT».
SGR 0501+4516 міг виникнути внаслідок прямого колапсу білого карлика, що є рідкісним сценарієм. Білі карлики вибухають, однак в окремих випадках можуть стискатися в нейтронні зірки без вибуху.